# Tiszaföldvár
Tiszaföldvár (németül: Theißfeldburg) város Jász-Nagykun-Szolnok vármegye Kunszentmártoni járásában.

## Fekvése
Tiszaföldvár az Alföldön, a Közép-Tisza-vidékhez tartozó Nagykunság kistájegységében, Szolnoktól délre, a Közép-tiszai Tájvédelmi Körzet alsó szakaszán a Tisza folyó középső szakaszán, annak bal partján, a Tiszazug északi részén fekszik. A várostól legközelebb északra Martfű, délre Cibakháza, keletre Mezőhék található. Budapesttől kb 130 km-re található.

### Megközelítése
Területén észak-déli irányban végighalad a Szolnok-Martfű-Kunszentmárton közti 442-es főút, amely így összeköttetést biztosít számára az említett városok és a térség fontosabb főútjai (4-es, 44-es, M44-es autóút) felé is. A 442-es régi nyomvonala a központján is áthaladt, az az út ma a 4633-as számozást viseli. Utóbbiból ágazik ki kelet felé a 4628-as út, amely Mezőtúrig vezet.
Autóbusszal a város jól megközelíthető a Szolnok-Martfű-Tiszaföldvár-Cibakháza-(Kunszentmárton) vonalon. Az önkormányzat és a Jászkun Volán Zrt. közös tervet készített autóbusz-állomás építésére a belvárosban, a megyei autóbusz-társaság felmérései alapján ugyanis a Tiszazug közlekedési központja nem annyira Kunszentmártonban, mint inkább Tiszaföldváron alakult ki, így ide kívánták áthelyezni a csatlakozási/közlekedési súlypontot. A tervek meg is valósultak, és 2015. május 6-án átadták az új autóbusz-állomást. Tiszaföldváron egyébként helyi autóbuszjárat is közlekedik, mely a város három főbb pontját (Kossuth tér, Balogh sarok és Vasútállomás) köti össze egymással, illetve a kertvárossal, Homokkal. Az autóbuszvonalat a helyi BUSZ-VÁR Kft. működteti.
Vasúton a 130-as vonalon Szolnok-Szentes vasútvonalon érhető el, a település területén a vonalnak két megállási pontja is van: Szolnok vasútállomás felől sorrendben előbb Tiszaföldvár vasútállomás és Homok megállóhely. Az előbbi a településközpont keleti részén, 442-es főút és a 4628-as út találkozásánál helyezkedik el, utóbbi Homok településrész délkeleti végében található, a 442-es főút és a 46 334-es út kereszteződésénél. A várost érintő vonatok két óránként, ütemes menetrend szerint közlekednek; közvetlenül elérhető innen vasúton Szolnok és Szentes is.

## Története
A város területe feltehetően már sok ezer év óta árvízmentes, már az újkőkortól kezdve kimutathatók az ember megtelepedésének nyomai.
Az első írásos adat a településről 1467-ből származik. A Thyzafeudwar-ként említett falut és a hozzá tartozó Marthjenőt a dunaföldvári apát birtokolta.
Tiszaföldvár legrégibb része a nevében a török kor emlékét őrző Tabán. Az 1571. évi török összeírás szerint az akkori Földvár 250-300 lakosú, közepes méretű falu volt.
A magaslati fekvés és a falut két oldalról határoló Tisza mocsarai jól védhetővé tették. Bél Mátyás 1735-ben így írta le: „Egykor török végvár volt itt, vízzel övezett kettős árokkal, mindkét árok mély, meredek mederben.” A települést déli irányból védő árokrendszert a mai Sánc utca vonalában, csak a 20. század elején temették be.
A török időkben Földvár földesurai gyakran cserélődtek. Kisebb megszakításokkal lakott település maradt, de 1596. évi török, illetve az 1658. évi tatár pusztítások nyomán hosszabb-rövidebb időre elnéptelenedett. A zűrzavaros viszonyok ellenére a vallási élet élénk volt a településen. A reformáció ide is eljutott, és 1642-ben már kálvinista prédikátora volt a falunak, 1673-ban kálvinista templomot is építettek.
A felszabadító harcok során ismét elpusztult a falu, és csak az 1690-es évekre települt ideiglenesen újra. A Rákóczi-szabadságharc alatt az egész Kunságot így Földvárt is felégették a császári zsoldban harcoló rácok.
1722-ben különböző vallású lakók telepítették újra Földvárt. Heves vármegyéből 23 református jobbágy érkezett Karcag, Kisújszállás és Kunmadaras falvakból.
A község 1755-től az aszódi báró Podmaniczky család tulajdonában volt, akik támogatták a jobbágyok letelepedését. A megélhetést a szántóföldek, a szőlő és főként az állattartás jelentette.
1808-tól a földvári birtokon báró Podmaniczky II. János, a széles látókörű birtokos megnövelte az állatállományt, hatékonyabbá tette a gabonatermelést. Híressé vált a tiszaföldvári ménes.
A község is megerősödött, de néha mégis éhínség pusztított. A földesúr ezért 1837-ben létrehozta a Szükség Hombárt, amely a tehetősebb gazdák adományainak segítségével a szűkebb esztendőkben is képes volt biztosítani a rászorulók ellátását.
1846-ban a határból 5500 hold szántó és legelő került a lakosság tulajdonába.
Az 1848–49-es forradalom és szabadságharc idején mintegy ötven földvári harcolt a honvédseregben. 1849-ben a szolnoki csatát megelőzően a környék Damjanich és Leiningen tábornokok seregének felvonulási területe volt. Fontos tanácskozások színhelye lett a földvári tiszttartói ház. 1849. március 15-én itt tartózkodott Kossuth Lajos is, ennek emlékét a helyi védelem alatt álló tiszttartó ház falán elhelyezett emléktábla is őrzi.
A forradalom után nehezebb évek következtek. Az 1860-as ínséges időszakot a Szükség Hombár segítségével vészelték át, sőt a vagyont megforgatva növelni tudták a bevételeket. Ebből fejlődött ki később a Takarékmagtár, majd 1898-1947-ig a Polgári Társulati Alap, mint a tőkés társulás és vállalkozás sajátos formája.
A Takarékmagtár téglagyárat és vágóhidat létesített, 1897-ben megnyitotta gőzfürdőjét. Vagyonát 100 év alatt 4000 P-ről 120 000 P-re gyarapította, miközben minden jó ügyet támogatott.
A Martfűvel és Homokkal egyesített Tiszaföldvár 1886-ban járási székhely lett. A vasút és a közút kiépítése bekapcsolta a települést az ország vérkeringésébe. A Tisza szabályozása révén nőtt a szántóterület. Bővült a szőlő- és gyümölcstermelés, a termesztett kultúrnövények köre.
Az első világháború súlyosan érintette Tiszaföldvárt. 313 földvári vesztette életét a csatatereken. A román csapatok 1919. április 30-án megszállták és szinte minden terményt és megmaradt értéket magukkal vittek.
A két világháború közti időszakban a növekvő mezőgazdasági termelés, és a termékértékesítő szövetkezetek javítottak a lakosság életminőségén.
A második világháború idején 1944 őszére sokan elmenekültek az ország nyugati részébe. A település 1944. október 6. és 1945. január 6. között többször volt hol a német, hol a szovjet csapatok birtokában.
A háborút követő években politikai okokból kitelepítettek is érkeztek a földvári szőlőkbe.
A háborút követő években megtörtént a jelentősebb ipari üzemek és az iskolák államosítása. Itt kezdődött meg a környék települései közül elsőként a szövetkezetesítés.
Tiszaföldvár 1950-ben megszűnt járási székhely lenni, mivel e szerepet Kunszentmárton vette át.
Az 1956-os forradalmi események során a gimnázium diákjai és tanárai részt vettek helyi és más településeken rendezett nagygyűléseken, élelmiszert gyűjtöttek és azt Budapestre szállították. Komolyabb incidens nem történt.
1993. január 1-jén Tiszaföldvár városi rangot kapott.

## Közélete

### Polgármesterei
- 1990–1994: Marosfalvi Ernő (nem ismert)[4]
- 1994–1998: Marosfalvi Ernő (SZDSZ-Fidesz)[5]
- 1998–2002: Borza Attila Ottó (Fidesz-SZDSZ)[6]
- 2002–2006: Borza Attila Ottó (MSZP)[7]
- 2006–2010: Borza Attila Ottó (MSZP)[8]
- 2010–2014: Hegedűs István (független)[9]
- 2014–2019: Hegedűs István (független)[10]
- 2019–2024: Hegedűs István (független)[11]
- 2024– : Hegedűs István (független)[1]

1998. május és október között a tisztség megüresedett Marosfalvi Ernő polgármester halála miatt.

## Népesség
A település népességének változása:
| Lakosok száma | 11 227 | 11 082 | 10 672 | 10 325 | 10 046 | 10 039 | 9901 |
|               | 2013   | 2014   | 2017   | 2021   | 2022   | 2023   | 2024 |

2001-ben a város lakosságából 135-en cigány nemzetiségűnek vallották magukat.
A 2011-es népszámlálás során a lakosok 82%-a magyarnak, 2,1% cigánynak (18% nem nyilatkozott; a kettős identitások miatt a végösszeg nagyobb lehet 100%-nál). A vallási megoszlás a következő volt: római katolikus 13,7%, református 13,3%, evangélikus 1,1%, felekezeten kívüli 43,5% (27,7% nem nyilatkozott).
2022-ben a lakosság 92,1%-a vallotta magát magyarnak, 1,2% cigánynak, 0,2% németnek, 0,1-0,1% ukránnak, horvátnak és románnak, 1,5% egyéb, nem hazai nemzetiségűnek (7,8% nem nyilatkozott; a kettős identitások miatt a végösszeg nagyobb lehet 100%-nál). Vallásuk szerint 10,8% volt református, 10,3% római katolikus, 1% evangélikus, 0,2% görög katolikus, 0,4% egyéb keresztény, 0,7% egyéb katolikus, 36,1% felekezeten kívüli (40,3% nem válaszolt).

## Nevezetességei

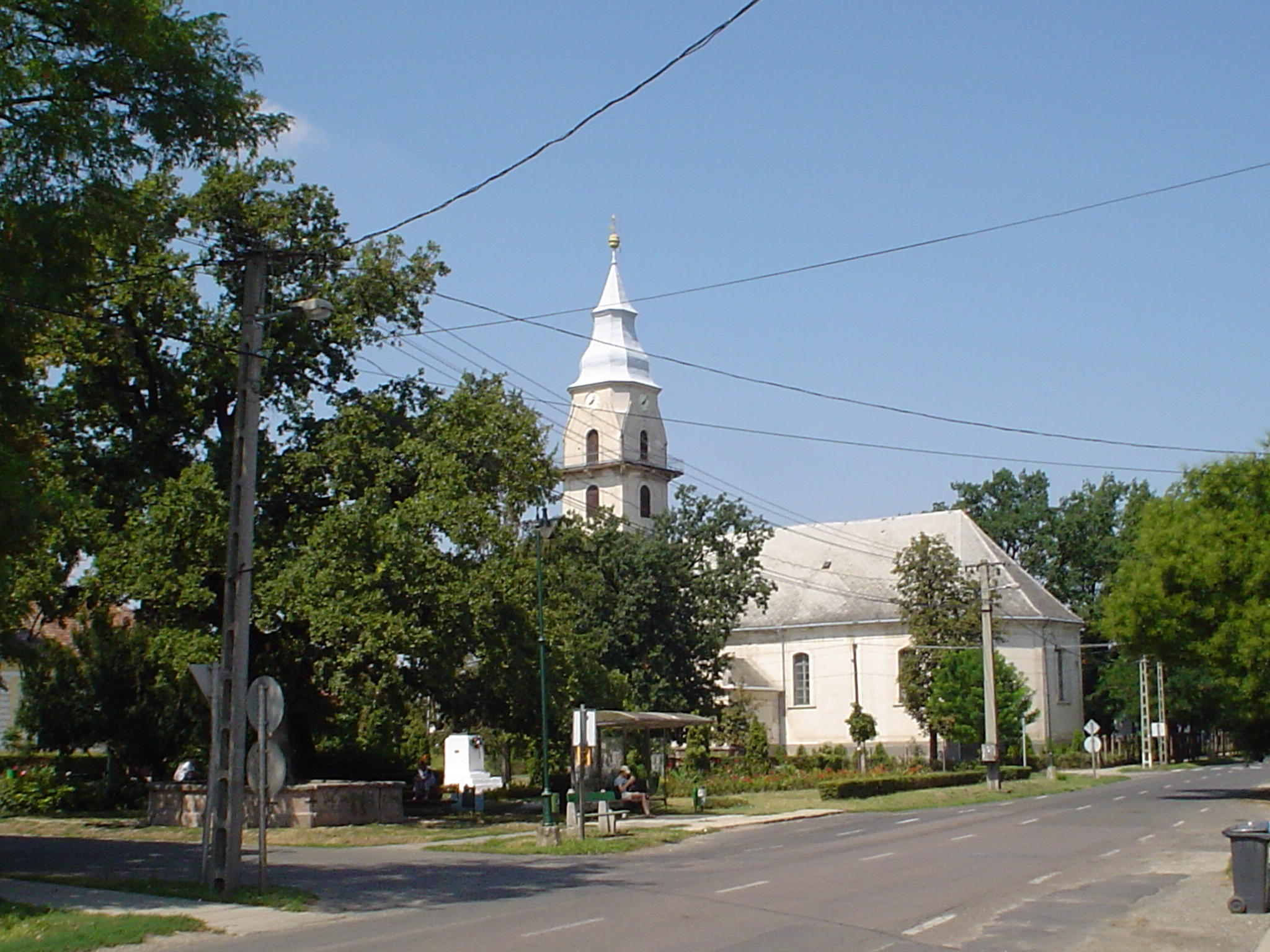
Református templom a főtéren

- Belterületi Református Nagytemplom

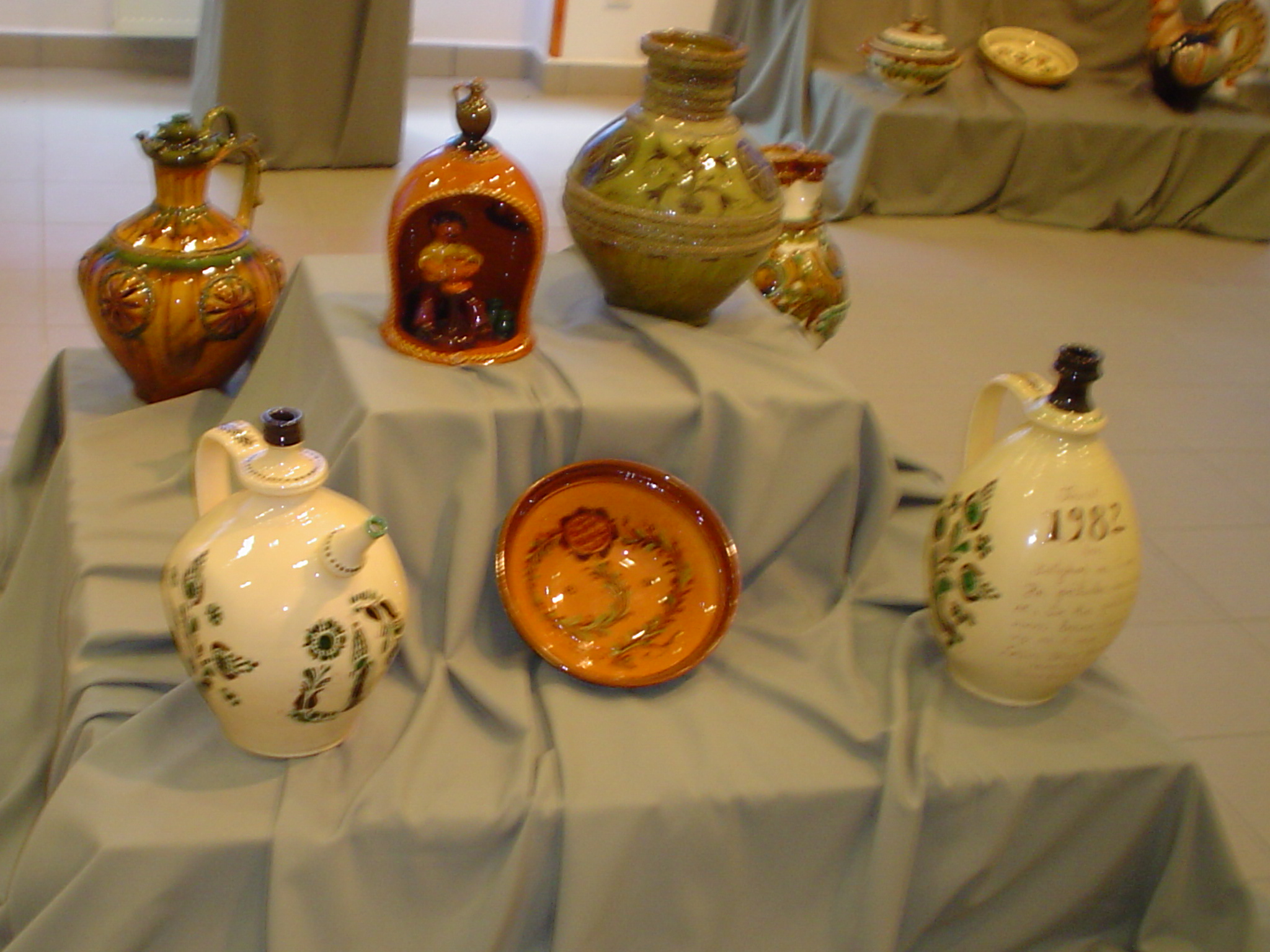
Tiszazugi Földrajzi Múzeum

A város központi részén helyezkedik el. Késő barokk stílusban épült, 1788-ban szentelték fel. Egyhajós építmény, homlokzat előtti galériás toronnyal. A II. József által kiadott türelmi rendelet értelmében bejárata egy mellékútra nyílik, tornya is a főúttól mért legtávolabbi templomoldalra került. Így a templom mintegy „hátat fordít” a főútnak. A hajó két végén három-három ívvel alátámasztott kórus található, a bal oldalán pedig fakarzat húzódik. Orgonája hangversenyek tartására is alkalmas. A mennyezet kazettás, a falak fehérek, a padok szürkék, csak a turcsa szószék díszítése és a kazetták közepének rózsái aranyozottak. A templomkertben a régi temető több értékes sírköve látható. A torony kerengőjéből az egész települést be lehet látni.
A főtérre néző jelenlegi főbejárata csak az 1929. évi renoválás során kapta meg a díszesebb, barokkos formáját.
- Evangélikus templom

A templomot 1855-ben építették késő klasszicista stílusban. Egyhajós épület, egyenes záródású szentéllyel. A főbejárat előtti magas, oromzatos timpanonnal ellátott portikuszt két sarokpillér és két oszlop tartja. A hajó központi, négyzetes része csehsüveg boltozatú. Az oltár feletti rész, valamint a torony mellett lévő karzat hosszanti dongaboltozattal fedett. Berendezése klasszicista stílusú. A legutóbbi homlokzatfelújítás során klasszicista tagozatait sajnálatos módon részben polisztirolhab burkolattal takarták el, így a klasszicista homlokzat eredeti formái helyreállításra várnak.
- Szent István templom (római katolikus)

1894-ben emelték Szűz Mária és Szent István tiszteletére a kéttornyú, színes téglás, neoromán-neogótikus stílusban készült templomot. Szentélyében Szűz Máriát, a sekrestyében pedig Keresztelő Szent Jánost ábrázoló ablak van. Az oltárkép Szent Istvánt ábrázolja, amikor a koronát felajánlja Szűz Máriának. A templomban lévő „Szentföldi kiállítás” a Szentföldön tett egyházközségi kirándulások gyűjteményéből áll. A templomkertben épült a lourdesi barlang, ami körül nyíl alakú márványtáblák jelzik a legnagyobb Mária-kegyhelyek irányát és távolságát.
- Jézus szíve templom (római katolikus)

A homoki részen a Döbrei János úton található római katolikus templomban őrzik a Torinói lepel egyetlen magyarországi másolatát, Dinnyés László kunszentmiklósi képzőművész alkotását. A 436 x 110 centiméteres vászonra pontosan rávitt mindent, ami az eredeti torinói halotti leplen látható.
- Tiszttartói lakás

A Kossuth út bal oldalán a 101. szám alatt van az egykori tiszttartói lakás, amelyben 1849. március 15-én – a korabeli feljegyzések szerint – járt Kossuth Lajos is, a szolnoki csata előkészítése során. A ház falán márványtábla emlékeztet a nagy eseményre. Az épület helyi védelem alatt áll. Ebben a házban született Somogyi Károly, a szegedi Somogyi Könyvtár alapítója.
- Tiszazugi Földrajzi Múzeum

Hosszú ideig a református templom melletti egykori iskolaépületben működött a Tiszazugi Földrajzi Múzeum. A gyűjtemény létrehozása dr. Varga Lajos gimnáziumi tanár és Szlankó István múzeumigazgató nevéhez fűződik. A múzeum szakgyűjteményének túlnyomó részét a Tiszazug természeti, gazdasági földrajzára, helytörténetére vonatkozó anyag teszi ki: mintegy kétezer természettudományos, ezernyi néprajzi, kétezernél több történeti dokumentációs, kb. tizenkétezer adattári anyag gyűlt össze, s amellett számtalan negatív, dia, könyv, folyóirat és térkép. A múzeum őslénytani gyűjteménye a harmadik legnagyobb Magyarországon. A gyűjtemény kiemelkedő darabja a Tisza medréből 1968-ban kiemelt bödönhajó. A múzeum 2006. évtől a Kossuth L. út 101. szám alatt várja a látogatókat.
- Kossuth tér

A századforduló táján alakult ki a város történelmi hangulatot árasztó építészeti együttese a Kossuth téren, ahol Kossuth Lajos egész alakos bronzszobra áll. A szobrot Poroszlai Sándor tiszaföldvári születésű szobrászművész készítette a helyiek felkérésére 1914-ben. A szobor mellett található az 1894-ben fúrt ártézi kút díszes kőmedencéje. A kút fölé hajol – a szájhagyomány szerint a kút fúrásakor ültetett – tölgyfa hatalmas lombkoronája. A néphagyomány úgy tartja: Kossuth ehhez a fához kötötte ki a lovát, ezért Kossuth-tölgynek is nevezik. A kút és a tölgyfa egyaránt helyi védelem alá tartoznak. A parkot gondozott díszkert, padok, valamint körben felállított kovácsoltvas kandeláberek teszik kellemessé. A park négy oldalán álló épületek: Tiszaföldvár Város Polgármesteri Hivatal, Kollégium (egykori járási székház), Okmányiroda és Gyámhivatal (volt Művelődési Ház), református templom és az egykori közfürdő
- Somogyi-emlékmű

A Szt. István templom előtti kis téren a szegedi Somogyi Könyvtár alapítójának, Somogyi Károlynak az emlékműve áll.
- Aradi Vértanúk emlékműve

Az emlékoszlopon a vértanúk faragott arcmása látható.
A városban megtekinthető továbbá az I. és II. világháború és az 1956-os forradalom hősei emlékére állított emlékmű.
- Szabadkéményes ház, Kossuth u. 2.

A Közép-Tisza-vidék egyetlen fennmaradt szabadkéményes lakóháza, az egykori közép-magyar vagy alföldi háztípus képviselője. Önkormányzati rendelet alapján védelem alatt áll. A szabadkéményes háztípus a 14-15. században az Alföldön jelent meg és nagyjából a 19. század végéig szinte kizárólagosan jellemezte a paraszti lakóépítkezést, ma már csak néhány példánya látható. Korábbi épület két helyiségének felhasználásával 1890-1900 táján épült vályogból és téglából, faoszlopos, faragott könyökfás tornáccal. Háromosztatú ház, első kétharmadában húzódik a tornác. A tornácról lépünk be a pitvarba, ahonnan szemben a szabadkéményes konyha, jobbról a nagyszoba, balról a kisszoba nyílik. A nagyszobában szögletes, új típusú kemence áll. A kisszoba kemencéjét korábban elbontották. A tornác végéből nyílik a kamra. A ház oromfalai széles deszkákból készültek, az utcai oldalon egyetlen szellőzővel, az udvar felőli oromfalon három íves záródású nyílással. A ház a Gulyás-családé volt. A házat az 1990-es évek közepéig lakták, ezután pusztulásnak indult, a szabadkéményes konyha kéménye 2003 körül leomlott.  2005-2006-ban megtörtént részleges helyreállítása, ideiglenes fedést kapott. A jövőben remélhetőleg befejeződhet a rekonstrukció.
- Tiszaföldvári Gyógyvizű Strandfürdő és Kemping

A létesítményt a Tiszaföldvári Víz- és Csatornamű Kft. üzemelteti. A fürdő 71 °C-os termálvize gyógyhatású. Feszített víztükrű úszómedencével, babapancsolóval, dögönyöző medencével bővült a létesítmény. Az alkálikloridos, hidrogénkarbonátos termálvíz reumatikus, ízületi betegségeket enyhít. A strand mellett üdülőterület és sátorozásra alkalmas terület is található. A földvári strand nagy népszerűségnek örvend az edzőtáborozó sportolók körében, több egyesület is a településen tartja nyári felkészülésének egy részét. A létesítmény területén melegkonyhás étterem, büfé található. Strandröplabda, futball és vízilabdázási lehetőség, továbbá lovaglásra alkalmas terep várja az ide látogatókat. Helyszínén rendszeresen rendeznek úszóversenyeket, fesztiválokat, kulturális eseményeket.
- Pálinka, Hungarikum (Szicsek Pálinkafőzde Kft., Ókincsem III. keresztút 10-14.)

.

## Híres emberek
- Itt született 1913. szeptember 7-én Papp Bertalan kétszeres olimpiai bajnok kardvívó.
- Itt született Somogyi Károly, a szegedi Somogyi Könyvtár megalapítója
- Itt született Botka László, Szeged polgármestere (2002 óta)
- Itt született Sziki Károly színész, rendező, író
- itt született Tasnádi Zoltán élvonalbeli labdarúgó
- Dr. Varga Lajos, tanár, a Tiszazugi Földrajzi Múzeum megalapítója
- Szlankó István, a Tiszazugi Földrajzi Múzeum egykori igazgatója
- Kövér János (1895–1960) földbirtokos, vármegyei és helyi politikus, országgyűlési képviselő az akkor még Tiszaföldvárhoz tartozó Martfűpusztán született (más adat szerint Cibakházán).
- Németh Gyula Apáczai Csere János-díjas tanár
- Poroszlai Sándor, tiszaföldvári születésű szobrászművész, a Kossuth-szobor alkotója
- Szini Béla mérnök, a csuklós buszok tervezője
- Dr. Tyihák Ernő, a Kémikusok Országos Egyesületének főtitkára
- Szlankó János, a KFKI Számítástechnikai Zrt. elnöke
- Bedekovics Péter református lelkész, a Magyar Cserkészszövetség elnöke
- Földvári-Oláh Csaba ügyvéd, író

## Testvértelepülések
- Lengyelország: Mielec
- Németország: Gräfenberg
- Franciaország: Hérimoncourt
- Szerbia: Bácsföldvár (Bačko Gradište)

## Képgaléria

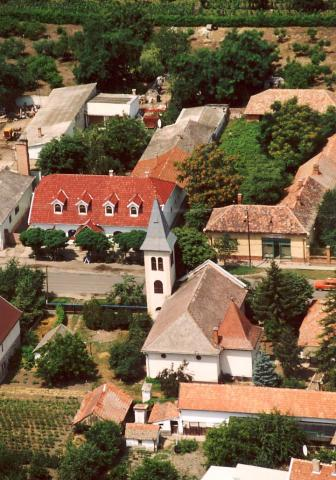
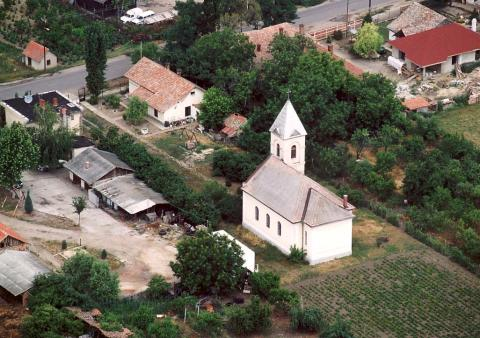

## Külső hivatkozások
- Tiszaföldvár az utazom.com honlapján
- A település honlapja
- tiszafoldvar.lap.hu
- Tiszaföldvári Tűzoltóság
- Tiszaföldvári Férfikar
- Tiszaföldvári kézilabda csapat
- Térkép